# Kanazawa

Kanazawa (金沢市 Kanazawa-shi?) este un municipiu din Japonia, centrul administrativ al prefecturii Ishikawa.